# Bobby Hooper
Bobby Joe Hooper (Lees Creek, Ohio, 22 de diciembre de 1946-9 de mayo de 2024) fue un jugador de baloncesto estadounidense que disputó una temporada en la ABA. Con 1,83 metros de estatura, jugaba en la posición de base.

## Trayectoria deportiva

### Universidad
Jugó durante tres temporadas con los Flyers de la Universidad de Dayton, en las que promedió 12,2 puntos y 4,1 rebotes por partido. En 1968 fue una pieza clave en la consecución del National Invitation Tournament, anotando 16 puntos en la final ante Kansas jugando con una mano rota.

### Profesional
Fue elegido en la centésima posición del Draft de la NBA de 1968 por New York Knicks, y en la novena ronda del draft de la ABA por los Indiana Pacers, fichando por estos últimos.
Jugó una temporada con los Pacers, en la que alcanzaron las Finales, en las que cayeron ante Oakland Oaks. Hooper colaboró con 5,0 puntos y 2,6 asistencias por partido, actuando como suplente de Freddie Lewis.

## Estadísticas de su carrera en la ABA

### Temporada regular
| Temporada | Edad | Equipo         | Liga | Pos. | P  | TIT | MIN  | TC  | TCA | %TC  | 3P  | 3PA | %3P  | 2P  | 2PA | %2P  | TL  | TLA | %TL  | R.OF. | R.DEF. | REB | ASIS | ROB | TAP | PER | FP  | PTS |
| 1968-69   | 22   | Indiana Pacers | ABA  | PG   | 54 |     | 17.7 | 2.1 | 5.0 | .413 | 0.1 | 0.6 | .125 | 2.0 | 4.4 | .452 | 0.8 | 1.1 | .729 | 0.6   | 1.4    | 2.0 | 2.6  |     |     | 1.0 | 1.7 | 5.0 |
| Total     |      |                | ABA  |      | 54 |     | 17.7 | 2.1 | 5.0 | .413 | 0.1 | 0.6 | .125 | 2.0 | 4.4 | .421 | 0.8 | 1.1 | .729 | 0.6   | 1.4    | 2.0 | 2.6  |     |     | 1.0 | 1.7 | 5.0 |

### Playoffs
| Temporada | Edad | Equipo         | Liga | Pos. | P  | TIT | MIN  | TC  | TCA | %TC  | 3P  | 3PA | %3P  | 2P  | 2PA | %2P  | TL  | TLA | %TL  | R.OF. | R.DEF. | REB | ASIS | ROB | TAP | PER | FP  | PTS |
| 1968-69   | 22   | Indiana Pacers | ABA  | PG   | 16 |     | 18.0 | 1.6 | 4.6 | .338 | 0.3 | 1.0 | .250 | 1.3 | 3.6 | .362 | 1.4 | 1.6 | .846 |       |        | 2.4 | 2.8  |     |     | 0.8 | 2.6 | 4.8 |
| Total     |      |                | ABA  |      | 16 |     | 18.0 | 1.6 | 4.6 | .338 | 0.3 | 1.0 | .250 | 1.3 | 3.6 | .362 | 1.4 | 1.6 | .846 |       |        | 2.4 | 2.8  |     |     | 0.8 | 2.6 | 4.8 |